# قلعه حیانو
بقایای قلعه حیانو مربوط به سده ۷ تا نهم هجری است و در شهرستان تربت جام، بخش پایین جام، دهستان گل بانو، ضلع غربی و داخل روستای قلعه حیانو واقع شده و این اثر در تاریخ ۲۶ دی ۱۳۸۶ با شمارهٔ ثبت ۲۰۵۸۱ به‌عنوان یکی از آثار ملی ایران به ثبت رسیده‌است.